# Motor s protiběžnými písty

Průřez dvoudobým, přeplňovaným, zážehovým motorem typu boxer s protiběžnými písty a společným spalovacím prostorem

Motor s protiběžnými písty je dvoupístový spalovací motor, v jehož každém válci se pohybují dva písty proti sobě, s kompresním prostorem vytvořeným uprostřed válce.
Motory s protiběžnými písty mohou být provedeny jako:
- jednořadé motory – s jednou řadou válců
  - jednohřídelové motory – s jedním klikovým hřídelem, který může být spojen ojnicí přímo s pístem na jedné straně motoru a protiběžný píst je k němu připojen pomocí dalších vložených členů, nebo umístěním na boku válců a oba písty jsou k němu připojeny vloženými členy
  - dvouhřídelové motory – se dvěma klikovými hřídeli na protilehlých stranách motoru
- dvouřadé motory tříhřídelové s válci do V
- trojúhelníkové motory
- čtyřúhelníkové motory
- další víceřadé motory s více hřídelemi

## Příklady motorů
- Francouzský Gobron-Brillié
- německý Junkers Jumo 205

- britský Napier Deltic

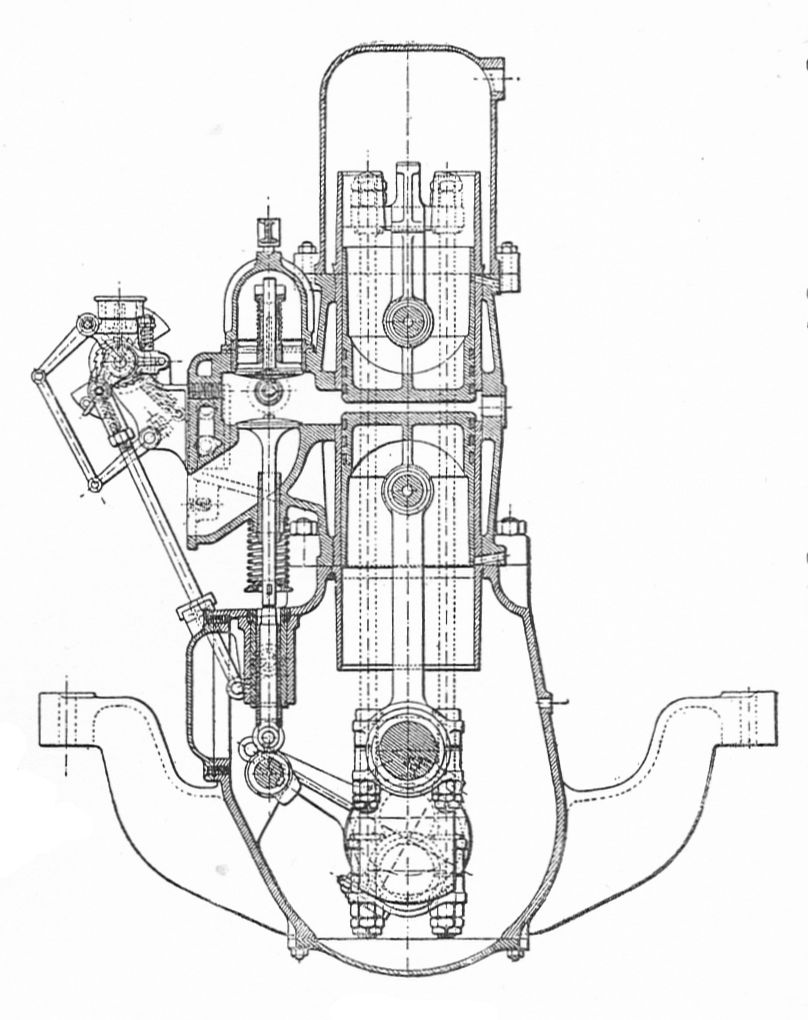
Gobron-Brillié

- britský tříválec Commer TS3 (Two Strokes)
- americký Fairbanks - Morse 38 8-1/8
- sovětský  2D100, zkonstruovaný pomocí reversního inženýrství
- sovětský přeplňovaný 10D100 s vysokou poruchovostí